# Heide Göttner-Abendroth
Heide Göttner-Abendroth (Langewiesen, Alemanya, 8 de febrer de 1941) és una feminista alemanya que ha impulsat els Estudis Matriarcals (també denominats Estudis Matriarcals Moderns), que se centren en l'estudi de les societats matriarcals o matrilineals.

## Vida
Gottner-Abendroth va néixer durant la Segona Guerra Mundial. A l'edat de 12 anys, es va mudar amb els seus pares des de l'Alemanya Oriental a l'Occidental. Té un doctorat en filosofia per la Universitat de Múnic (1973). Fou força activa en la segona onada del feminisme a partir de 1976 i va arribar a ser considerada una de les pioneres dels estudis sobre la dona a Alemanya Occidental.
Gottner-Abendroth va treballar com a lectora de filosofia a la Universitat de Múnic en la dècada de 1970, però, a causa del seu activisme i dures crítiques al seu treball acadèmic, va renunciar i es va convertir en una estudiosa independent, fundant l'Acadèmia Internacional d'Estudis Moderns Matriarcals i Espiritualitat Matriarcal (HAGIA) en 1986. Va rebre una beca de la Universitat de Bremen en 1992. Va advertir la falta d'acceptació dels seus estudis matriarcals en el corrent acadèmic, la qual cosa li va portar a publicar Die Diskriminierung der Matriarchatsforschung. Eine moderne Hexenjagd (La discriminació d'Estudis Matriarcals - una moderna caça de bruixes), en 2003.

## Estudis matriarcals
Els estudis matriarcals moderns destaquen en la tradició de la segona onada del feminisme de la dècada de 1970, iniciada per l'obra de Merlin Stone When God Was a Woman. Les teories feministes de matriarcat van romandre actuals al llarg de la dècada de 1970, i en l'erudició alemanya durant la dècada de 1980. Göttner-Abendroth ha seguit publicant sobre el tema en la dècada de 2000, i ha organitzat dos Congressos Mundials sobre Estudis matriarcals, en 2003 i 2005.
Göttner-Abendroth defineix els Estudis Matriarcals Moderns com la "investigació i presentació de les societats no patriarcals", i "matriarcats" com "societats no jeràrquiques, horitzontals de parentiu matrilineal", definint de manera efectiva matriarcat com a "societats matrilineals no patriarcals ". També ha definit matriarcat com caracteritzat pel repartiment del poder en parts iguals entre els dos gèneres, un model igualatari. Segons la definició de Göttner-Abendroth, una societat matriarcal és equivalent a una "societat igualitària i pacífica". Aquestes societats no es descriuen com a "matriarcal" en l'antropologia convencional, sinó com matrilineal. L'antropologia dominant considera "la dominació masculina en l'àmbit públic o polític" com a universal cultural i ha abandonat la noció del segle xix de matriarcats "primitius" en favor de la discussió de les formes de matrillinatge i matrilocalitat de les societats que són actualment en vigor. Göttner-Abendroth defensa aquesta partida del sentit habitual del sufix  -arquia com s'utilitza en el seu sentit etimològic del grec ἀρχή 'començament', segons el qual matriarcat no significaria "govern de les mares", sinó "origen de les mares". Tanmateix, el grec ἀρχή té el doble significat de 'començament, origen' i 'regla, domini', i el sufix -arquia s'origina amb -ἀρχία, que té el significat de 'lideratge, govern' exclusivament, com a ἀν-αρχία 'manca de líder, desordre, anarquia'.

## Obres

### Monografies
- Logik der Interpretation. Analyse einer literaturwissenschaftlichen Methode unter kritischer Betrachtung der Hermeneutik. Fink, München 1973, OCLC 735501
- Der logische Bau von Literaturtheorien (mit Joachim Jacobs). Fink, München 1978, ISBN 3-7705-1339-8
- Die Göttin und ihr Heros. Die matriarchalen Religionen in Mythen, Märchen, Dichtung. Frauenoffensive, München 1980; erw. Neuausgabe: Kohlhammer, Stuttgart 2011, ISBN 978-3-17-021732-4
- Die tanzende Göttin. Prinzipien einer matriarchalen Ästhetik. Frauenoffensive, München 1982; 6. vollst. überarb. A. ebd. 2001, ISBN 3-88104-344-6
- Das Matriarchat I. Geschichte seiner Erforschung. Kohlhammer, Stuttgart 1988; 4. A. ebd. 2010, ISBN 978-3-17-021522-1
- Für die Musen. Neun Essays. Zweitausendeins, Frankfurt am Main 1988, OCLC 24823975
- Matriarchat in Südchina. Eine Forschungsreise zu den Mosuo. Kohlhammer, Stuttgart 1998, ISBN 3-17-014006-X
- Das Matriarchat II/1. Stammesgesellschaften in Ostasien, Indonesien, Ozeanien. Kohlhammer, Stuttgart 1991; 2. erg. A. ebd. 1999, ISBN 3-17-014995-4
- Für Brigida, Göttin der Inspiration. Neun patriarchatskritische Essays und Thesen zum Matriarchat. Zweitausendeins, Frankfurt am Main 1998, ISBN 3-86150-263-1
- Das Matriarchat II/2. Stammesgesellschaften in Amerika, Indien, Afrika. Kohlhammer, Stuttgart 2000, ISBN 3-17-010568-X
- Inanna, Gilgamesch, Isis, Rhea. Die großen Göttinnenmythen Sumers, Ägyptens und Griechenlands. Helmer, Königstein im Taunus 2004, ISBN 3-89741-158-X
- Fee Morgane – der Heilige Gral. Die großen Göttinnenmythen des keltischen Raumes. Helmer, Königstein im Taunus 2005, ISBN 3-89741-166-0
- Frau Holle – das Feenvolk der Dolomiten. Die großen Göttinnenmythen Mitteleuropas und der Alpen. Helmer, Königstein im Taunus 2005, ISBN 3-89741-167-9
- Der Weg zu einer egalitären Gesellschaft. Prinzipien und Praxis der Matriarchatspolitik. Drachen, Klein Jasedow 2008, ISBN 978-3-927369-33-7

### Assaigs i edicions
- Frauen-Zukünfte. Ganzheitliche feministische Ansätze, Erfahrungen und Lebenskonzepte (mit Rüdiger Lutz). Beltz, Weinheim 1984, ISBN 3-407-85045-X
- Matriarchate als herrschaftsfreie Gesellschaften (mit Kurt Derungs). Edition Amalia, Bern 1997, ISBN 3-905581-01-9
- Mythologische Landschaft Deutschland (mit Kurt Derungs). Edition Amalia, Bern 1999, ISBN 3-905581-04-3
- Die Diskriminierung der Matriarchatsforschung: Eine moderne Hexenjagd (mit C. v. Werlhof, C. Meier-Seethaler, Christa Mulack, u.a.), Edition Amalia, Bern 2003, ISBN 978-3-905581-21-8
- Gesellschaft in Balance. Gender, Gleichheit, Konsens, Kultur in matrilinearen, matrifokalen, matriarchalen Gesellschaften. Dokumentation des 1. Weltkongresses für Matriarchatsforschung 2003 in Luxemburg. Kohlhammer, Stuttgart 2006, ISBN 3-17-018603-5
- Was Philosophinnen über die Göttin denken (mit Marit Rullmann, Annegret Stopczyk). Göttert, Rüsselsheim 2007, ISBN 978-3-939623-00-7
- Societies of Peace. Matriarchies Past Present and Future. Inanna, Toronto 2009, ISBN 978-0-9782233-5-9

### Poesia
- Landschaften aus der Gegenwelt. Gedichte 1976–1982. Edition Hagia, Winzer 1982, ISBN 3-9802898-1-8
- Magier-Frau. Gedichte 1977–1989. Edition Hagia, Winzer 1992, ISBN 3-9802898-2-6